# Cratere Nawish
Nawish  è un cratere sulla superficie di Cerere.